# هلن گلوور
هلن گلوور (انگلیسی: Helen Glover؛ زادهٔ ۱۷ ژوئن ۱۹۸۶) قایقران روئینگ اهل بریتانیا است.
وی در مسابقات کشوری و بین‌المللی در مجموع برندهٔ ۲۱ مدال طلا، ۲ مدال نقره شده‌است.